# Уяздовский, Томаш
Томаш (Фома) Уядзовский (12 марта 1796 — 1 октября 1839) — польский историк, редактор, издатель, антиквар и археолог. В разное время проживал и работал на российских и австрийских польских территориях.
Родился в Вильно в семье Амброзия и Домицелии Галицкой. Начальное образование после ранней смерти обоих родителей получил в пиаристской школе в Венгруве, после окончания которой получил низший духовный сан и работал учителем в различных школах на территории современных Польши и Галиции, преподавая в основном естественные науки. В 1815 году переехал в Варшаву, где некоторое время учился в местном университете, затем снова учительствовал, будучи в 1820 году освобождён от духовного звания. После этого он на некоторое время поступил на российскую государственную службу в прокуратуру, но вскоре оставил её и уехал в Краков (бывший в то время столицей Краковской республики), где поступил в местный университет и окончил его, после чего вновь вернулся в российское Царство Польское и вновь учительствовал в школах, одновременно с этим издавая журнал «Pamiętnik sandomirski». В этот же период жизни он активно интересовался антиквариатом и старинными книгами. В 1831 году, после поражения Польского восстания, вернулся в Галицию, на территорию Австрийской империи, уехав оттуда в Триест и скончавшись там через несколько лет.
Написал несколько научных трудов, в том числе упомянутый «Pamiętnik sandomirski» (Варшава, 1829—1830, впоследствии было напечатано 2 тома) и «Pomnik rycerstwa polskiego w wieku XV» (Краков, 1835).